# Mweelrea
Il Mweelrea (gaelico irlandese: Cnoc Maol Réidh, "altura grigia brulla") è un monte irlandese situato nella parte meridionale del Mayo, a ridosso della Killary Harbour. 
Con i suoi, seppur non eccessivi, 814 metri d'altezza, è la cima più alta della propria contea e di tutta la provincia del Connacht.